# Chris Short
Christian Mark Short, più conosciuto come Chris Short (Münster, 9 maggio 1970) è un ex calciatore inglese, di ruolo difensore.

## Biografia
Suo fratello Craig è stato a sua volta un calciatore professionista; i 2 hanno anche giocato insieme per alcune stagioni con la maglia del Notts County.

## Caratteristiche tecniche
Era un terzino destro.

## Carriera
Firma il suo primo contratto professionistico con lo Scarborough, club della quarta divisione inglese, all'inizio della stagione 1988-1989, all'età di 18 anni; nella sua prima stagione con il club è sostanzialmente una riserva, e gioca solamente 4 partite ufficiali (2 in campionato e 2 nel Football League Trophy); nella stagione 1989-1990 diventa invece titolare fisso, giocando 43 partite su 46 in campionato (con anche un gol segnato, il suo primo in carriera tra i professionisti) ed 8 partite fra tutte le varie coppe nazionali inglesi. Nella stagione 1990-1991 trascorre un periodo in prestito al Manchester Utd in prima divisione per poi venir ceduto a titolo definitivo per 240000 sterline al Notts County, club di seconda divisione, con cui realizza una rete in 15 presenze e, grazie alla vittoria dei play-off, conquista una promozione in prima divisione, categoria nella quale l'anno seguente (concluso con una retrocessione) gioca 27 partite. Nella stagione 1992-1993 gioca invece 31 partite in seconda divisione, perdendo però il posto da titolare già dalla stagione successiva, nella quale gioca solamente 6 partite. Nella stagione 1994-1995 gioca invece 13 partite, a cui aggiunge 6 presenze in un breve periodo in prestito in terza divisione all'Huddersfield Town. Nella stagione 1995-1996 gioca invece 2 partite in terza divisione con il Notts County per poi essere ceduto a campionato iniziato allo Sheffield Utd, con cui nell'arco di 3 stagioni disputa complessivamente 44 partite in seconda divisione; gioca poi per 2 stagioni in terza divisione con lo Stoke City, mentre nella stagione 2000-2001, l'ultima della sua carriera, gioca a livello semiprofessionistico prima con lo Scarborough e poi con l'Hinckley United.

## Palmarès

### Club

#### Competizioni internazionali
- Coppa Anglo-Italiana: 1

Notts County: 1994-1995